# 황금관
황금관은 1913년 1월 1일, 황금 유원 내 활동사진관으로 개관했다. 경성부 황금정 4정목에 위치해 있었다. 지금의 을지로4가 부근이다. 소유자는 다무라 요시지로였으며, 하야가와 마쓰타로가 운영을 맡았다고 한다. 하야가와는 텐카츠의 선만일수 대리점을 운영하며, 자신이 세운 하야가와연예부를 중심으로 조선과 만주, 중국, 대만, 일대까지 사업을 확장했다. 무대는 그 당시의 다른 상영관에 비해서 규모도 웅장했고, 외관 장식도 이름만큼이나 화려했다. 2층 목조 건물로 지어졌으며, 수용할 수 있는 관객의 수가 1천 명에 가까웠을 정도였다. 처음 건립되었을 때는 주로 연예를 상영했다. 1916년 6월 10일 기존 건물 근처의 새로운 건물로 확장 이전했다. 이전된 건물은 1915년 시정5년 기념조선물산공전회를 위해 만들어진 연예관이었으며, 공진회가 끝난 후, 예기연과 경합 끝에 황금관이 인수하여 경복궁에 있던 건물을 옮겨 지었다. 1919년 텐카츠가 해산되어 국제활영주식회사로 바뀌면서 황금관에는 코우카츠 영화를 상영했다. 1922년 황금관의 운영은 하야가와에서 삼우구락부로 넘어갔다. 이 당시 황금관은 유니버셜사와 제휴하여 서양영화 전문관으로 바뀌었다.

## 참고 문헌
- 한상언 학위논문 - 활동사진시기 조선영화산업연구 - 남촌 활동사진관
- 박노식의 대중연예사2